# فورد اکسکورژن
فورد اکسکورژن (Ford Excursion) خودرویی است که در سال‌های ۲۰۰۰ تا ۲۰۰۵در لویی ویل و ایالات متحده آمریکا تولید شده‌است. طراحی آن موتور جلو و توزیع نیروی پیشران و خودرو چهار چرخ محرک بوده وزن آن در حالت طبیعی ۷٬۱۹۰ پوند (۳٬۲۶۰ کیلوگرم) است. سیستم جعبه‌دندهٔ آن ۵ دنده به صورت خودکار است.